# Urothemis abbotti
Urothemis abbotti är en trollsländeart som beskrevs av Harry Hyde Laidlaw, Jr. 1927. Urothemis abbotti ingår i släktet Urothemis och familjen segeltrollsländor. IUCN kategoriserar arten globalt som sårbar. Inga underarter finns listade i Catalogue of Life.